# John Zegrus
John Allen Kuchar Zegrus (en japonés: ジョン・アレン・カッチャー・ジーグラス, Jon Aren Kacchā Jīgurasu) es el nombre empleado por un defraudador y falsificador detenido en 1960 en Japón, conocido por haber realizado múltiples estafas en el Extremo Oriente empleando pasaportes y documentación falsa expedido por un país ficticio denominado Taured. Tras su detención, fue apodado por la prensa nipona "El hombre misterioso" (ミステリー・マン) y su historia inspiró varias leyendas urbanas posteriores.

## Incidente
En octubre de 1959, un hombre registrado como John Allen Kuchar Zegrus, de 36 años, ingresó a Japón junto a su esposa coreana. Tres meses después, fue arrestado por la policía tokiota de Marunouchi, sospechoso de fraude de identidad. Intentó cobrar un cheque de 200 000 yenes y un cheque de 140 dólares (alrededor de 50 400 yenes en ese momento) en la oficina japonesa del Chase Manhattan Bank, y 100 000 yenes en la sucursal japonesa del Banco de Corea.
El caso fue investigado por Atsuyuki Sassa, policía de la Oficina de Seguridad Pública del Departamento de Policía Metropolitana de Tokio, quien más tarde escribiría sobre Zegrus en sus memorias. Aunque su pasaporte contenía los sellos de las embajadas japonesas en diferentes países de Asia Oriental y un visado procedente de Taipéi, se determinó que el pasaporte era falso.
Durante el interrogatorio, Sassa recogió las palabras de Zegrus, quien afirmó que "nació en Estados Unidos, se mudó al Reino Unido a través de Checoslovaquia y Alemania, y asistió a la escuela secundaria allí. Durante la Segunda Guerra Mundial, fue piloto de la Royal Air Force y una vez fue capturado por los alemanes. Después de la guerra, vivió en América Latina. Más tarde se convirtió en espía de los estadounidenses en Corea del Sur, sirvió como piloto en Tailandia y Vietnam, y luego fue asignado por la República Árabe Unida. Llegó a Japón para una misión secreta, que incluía el reclutamiento de voluntarios militares japoneses para la República Árabe Unida". Finalmente, después de contactar a los países mencionados, se dictaminó que la información aportada por Zegrus era falsa y se demostró que los sellos en su pseudo-pasaporte fueron fabricados por él mismo.
El 10 de agosto de 1960, el Tribunal de Distrito de Tokio revisó el caso y condenó a Zegrus a un año de prisión. Tras el anuncio, intentó suicidarse cortándose las venas con un trozo de un vaso que llevó en secreto a la corte. Después de su liberación, Zegrus fue deportado de Japón a Hong Kong y su esposa fue deportada a Corea del Sur.

## Leyenda urbana
En una edición del 15 de agosto de 1960 de The Province, un periódico canadiense de Columbia Británica, informó de la historia pero con algunas modificaciones. En el artículo titulado "Hombre con su propio país", el diario afirmó que John Allen Kuchar Zegrus dijo ser "un etíope naturalizado y agente de inteligencia del coronel Nasser", y portaba un pasaporte "expedido en Tamanrasset, la capital de Taured al sur del Sáhara". Taured es probablemente el término "tuareg" mal escrito y Tamanrasset es el nombre de una provincia real en Argelia. El periódico también citó un texto en "lenguaje taured", escrito con caracteres latinos. Anteriormente, el 29 de julio de 1960, la historia en esta forma se mencionó en la Cámara de los Comunes del Reino Unido, cuando el político Robert Mathew la citó como un argumento de que "los pasaportes no son muy buenos como controles de seguridad". 
El caso fue mencionado desde 1964 en los libros de Jacques Bergier. Según su versión de la historia, una persona de Taured, un país del este de África que "se extendía desde Mauritania hasta Sudán e incluía gran parte de Argelia", fue arrestado en 1954 en Japón durante un control de pasaporte y recluido en un hospital psiquiátrico, donde se reveló que vino a "comprar armas para la verdadera Legión Árabe". El país en esta historia alude a la República Árabe Unida, que de hecho incluía a las actuales Siria y Egipto. En 1981, la historia se mencionó en un libro, The Directory of Possibilities, de Colin Wilson y John Grant, con Tuareg escrito nuevamente de forma errónea como Taured.
Finalmente, una historia que aparece en varios sitios web japoneses dedicados a leyendas urbanas e historias ficticias dice que un "hombre de otra dimensión" o un "viajero del tiempo" llegó al aeropuerto de Haneda en 1954. Poseía un pasaporte expedido en Taured, y cuando se le preguntó que indicara la ubicación de su país en el mapa, señaló el Principado de Andorra, pero al mismo tiempo remarcó estar confundido porque nunca había oído hablar de Andorra. Fue llevado a un hotel con dos guardias para que lo investigaran, pero desapareció de allí a la mañana siguiente. Esta leyenda, moldeada con el paso de los años, ha sido recogida en varios medios de comunicación internacionales.